# 240024
240024 is een instrumentale gelegenheidssingle van Hal Dorado, een samenwerkingsverband tussen Peter Koelewijn en Harry van Hoof. Het nummer is een bewerking door Koelewijn en Van Hoof van What is love van The Collectors en werd geschreven door Howie Vickers, Bill Henderson, Claire Lawrence, Glenn Miller en Ross Turney. Het lied werd uitgegeven om geld in te zamelen om Radio Veronica te redden, het gironummer waarop gestort kon worden was 240024. Het mocht uiteindelijk niet baten, Radio Veronica als zeezender ging verloren. Ook daarvoor schreef Koelewijn een lied: Veronica sorry. Hal Dorado had eerder een hit in 1970, The Bull and I (een instrumentaal nummer over stierenvechten).

## Hitnotering
Bij dergelijke singles rijst de vraag of er voldoende van verkocht werden om een plaats in de hitparades te halen. De hitlijst van Radio Veronica meldde het plaatje wel (hoogste notering nummer 29), een andere zeezender Radio Noordzee nam het op in hun top 50. De grote "tegenstander" van Veronica, De Daverende 30 van Radio 3, gaf geen notering.

### Nederlandse Top 40
| Hitnotering: week 6 t/m 8 in 1974 | Hitnotering: week 6 t/m 8 in 1974 | Hitnotering: week 6 t/m 8 in 1974 | Hitnotering: week 6 t/m 8 in 1974 | Hitnotering: week 6 t/m 8 in 1974 |
| Week:                             | 1                                 | 2                                 | 3                                 |                                   |
| --------------------------------- | --------------------------------- | --------------------------------- | --------------------------------- | --------------------------------- |
| Positie:                          | 37                                | 29                                | 32                                | uit                               |

### Radio Noordzee Top 50
| Hitnotering: 16-2-1974 t/m 8-3-1974 | Hitnotering: 16-2-1974 t/m 8-3-1974 | Hitnotering: 16-2-1974 t/m 8-3-1974 | Hitnotering: 16-2-1974 t/m 8-3-1974 | Hitnotering: 16-2-1974 t/m 8-3-1974 |
| Week:                               | 1                                   | 2                                   | 3                                   |                                     |
| ----------------------------------- | ----------------------------------- | ----------------------------------- | ----------------------------------- | ----------------------------------- |
| Positie:                            | 44                                  | 44                                  | 48                                  | uit                                 |